# سیارک ۱۴۵۷۴
سیارک ۱۴۵۷۴ (به انگلیسی: 14574 Payette، نامگذاری:1998QR58) چهارده هزار و پانصد و هفتاد و چهارمین سیارک کشف شده‌است که در ۳۰ اوت ۱۹۹۸ کشف شد.
قدر مطلق سیارک برابر ۱۴.۱ است.